# Інма Куеста
І́нма Куе́ста (25 червня 1980, Валенсія, Іспанія) — іспанська акторка кіно, телебачення та театру.

## Біографія
Народилася 25 червня 1980 року у Валенсії, дитинство пройшло у Аркільйосі. У 18 років Куеста переїхала у Кордову, де вивчала драматичне мистецтво в Escuela Superior de Arte Dramático y Danza de Córdoba (здобула ступінь бакалавра). Після закінчення навчання в Кордові продовжила вдосконалювати акторську майстерність в Севільї та Мадриді.

## Вибіркова фільмографія
- Каву поодинці або разом з ними (2007)
- Кузени (2011)
- Червоний орел: фільм (2011)
- Сплячий голос (2011)[2]
- Група 7 (2012)
- Білосніжка (2012)
- Загарбник (2012)
- Ще три весілля (2013)[3]
- Вівці не запізнюються на поїзд (2014)
- Наречена (2015)
- Джульєтта (2016)

## Телебачення
- Кохання під час переворотів (2006–2007)
- Червоний орел (2009-2016)

## Театр
- Сьогодні я не можу прокинутися (2005–2009)
- Ай, Кармела! (2013)

## Нагороди
- Премія Fotogramas de Plata: 2011, 2013[4]
- Премія Pétalo: 2011
- Премія Cosmopolitan: 2011
- Премія Telón Chivas: 2006
- Премія Pávez: 2015
- Премія Feroz: 2016[5]